# Шеппард, Норман
Норман Шеппард (16 мая 1921, Халл — 10 апреля 2015, Норидж) — английский учёный-химик, член Королевского общества с 1967 года, 1985—1987 — президент отделения Фарадея Королевского химического общества, председатель комитета IUPAC Королевского химического общества

## Биография
Норман Шеппард родился 16 мая 1921 года в Халле, Восточный Йоркшир. Его родителями были Уолтер и Энн Кларджес (урожденная Файндинг) Шеппард. У Нормана были две младшие сестры Марго и Элизабет. Уолтер Шеппард работал в Reckitt & Sons, на пенсию он ушел с должности директора по персоналу в Халле.
Родители Нормана всячески поддерживали его, и не оказывали никакого давления. Впоследствии он вспоминал слова отца:
Если ты сможешь найти работу, которая тебе действительно понравится, даже если зарплата будет не очень большая, ты по-настоящему будешь в достатке
Норман считал это очень точным описанием своей академической жизни.

### Образование
После годового обучения в подготовительной школе для маленьких детей родители отдали Нормана в Хаймерс — независимую дневную государственную школу для мальчиков, где он учился с 1930 по 1940 год. Директор школы пророчил ему дипломатическое будущее, но Норман выбрал естественнонаучное направление. В школе Норман увлекался игрой в крикет, фотографией, архитектурой и моделированием самолётов.
В 1939 году Норман окончательно решил поступать в Кембридж. Директор школы направил его на экзамены на получение стипендии в колледж Святого Иоанна и в колледж Святой Катарины. В последнем Норман получил стипендию в размере 40 фунтов стерлингов в год.
Студенческая жизнь Нормана была весьма успешной, он оказался в списке лидеров по результатам экзамена Трайпос и в первой, и во второй его частях. Окончил обучение Норман в 1943 году.

## Научная деятельность
Научная карьера Нормана Шеппарда началась во время Второй мировой войны. Ученные были освобождены от воинской обязанности, но должны были браться за любой стратегически важный проект, предложенный руководством страны. Так Норман начал свою работу в научной группе Сазерленда с анализа немецкого топлива. Целью исследования была разработка метода определения происхождения топлива. Далее разработанную методику Норман успешно оптимизировал для исследования каучуков. По колебательным спектрам синтетических каучуков он смог определить наиболее приближенные к натуральному. На основании этой работы Н. Шеппард получил докторскую степень в 1947 году. После аспирантуры Норман год стажировался в США, занимаясь Рамановской спектроскопией.
В 1948 году Норман вернулся в Кембридж с годовой стипендией Ramsay Memorial и снова присоединился к работе в лаборатории Сазерленда на кафедре коллоидных наук. Тут он смог организовать собственную научную группу. Наряду с его собственными исследованиями работа в университете включала в себя техническое обслуживание и доработку инфракрасных и УФ-видимый спектрометров, консультирование по новым методам, чтение лекций для студентов-исследователей и консультирование научных работников в области органической и неорганической химии по интерпретации полученных ими спектров.
В 1960-х годах Алан Катрицки (член Королевского общества, 1980), химик-органик и коллега Нормана из Кембриджа, ушел, чтобы стать главой Школы химических наук в новом университете Восточной Англии (UEA). Алан успешно привлекал других профессоров в UEA. После некоторых размышлений Норман не смог устоять перед вызовом, и занялся организацией преподавания физической химии в новом университете.

### Ранние исследования по колебательной спектроскопии
На основе работ Питцера Норман начал исследование ротационной изомерии, в ходе которого при помощи спектров комбинационного рассеяния подтвердил, что энергия перехода между «транс» и «гош» конформациями в дихлорэтане составляет 0,8 ккал/моль. Далее Норман с его научной группой продолжили изучение спектров более сложных органических молекул.
Позже Норман впервые получил ИК-спектр иона H3O+. Позже с Гилбертом он изучил ИК-спектры HCl.xH2O и HBr.xH2O и видов показал наличие очень сильной водородной связи в ионе H5O2+. Для аддуктов, образованных из HX и Me2O, расположение и контур полосы, характерной растяжению H — X, указывало на то, что аддукт образуется посредством H-связи, то есть Me2O … HX, а не путем переноса протона с получением (Me2OH)+X - .

### Химическая адсорбция на металлических поверхностях
Вместе с Дэвидом Йейтсом Норманом были разработаны методы осаждения частиц каталитического металла в порах стекла путем восстановления водородом соответствующей соли и получены спектры углеводородов на Ni, Pd и Cu.
В 1975 году Норман впервые столкнулся со спектроскопией характеристических потерь энергии электронами (СХПЭЭ), находясь в институте de Recherches sur la Catalyse в Лионе. Это был новый высокочувствительный колебательный спектроскопический метод, который охватывал весь диапазон энергий возбуждения, наблюдаемый в средней ИК-спектроскопии, и который был применим к монослоям молекул на поверхностях монокристаллов. Разрешение 40-80 см−1 было плохим, но охват всего диапазона ИК давал возможность однозначно идентифицировать адсорбированные молекулярные фрагменты. Норман получил грант на покупку прибора для СХПЭЭ, который установили в UEA. Это поспособствовало значительному количеству статей по колебательным спектрам адсорбированных углеводородов, монооксида углерода и водорода на кристаллических поверхностях.
В 1990-х годах Норман предположил, что правило отбора поверхности металла (MSSR), которое предсказывало, что для молекул, адсорбированных на металлических поверхностях, колебательные моды, поляризованные перпендикулярно поверхности, будут исключительно возбуждаться, может применяться к молекулам, адсорбированным на металлических кристаллитах, при условии, что размер кристаллов не слишком мал (больше 10 нм). Это объясняло простоту спектров молекул, нанесенных на металлические образцы, которые Норман записывал в течение многих лет. То есть все колебательные моды, поляризованные параллельно поверхности металла, отсутствовали. В случае с адсорбированным этеном (C2H4), принявшим его наивысшую симметрию C2v, Норман утверждал, что появится только одна из трех обычно ИК активных C-H растягивающих колебательных мод.
Значительным исследованием Нормана было изучения СХПЭЭ спектров этина (C2H2), которые заметно отличаются на поверхностях переходных металлов первого ряда и на переходных металлах второго и третьего ряда. Сравнения модельных кластерных соединений показали, что различные участки спектра возникают из одного и того же фрагмента C2H2, связанного с тремя атомами металла, с симметрией Cs или с четырьмя атомами металла, с симметрией C2v. На переходных металлах первого ряда атомы углерода могут находиться над двумя соседними 3-кратными центрами (симметрия C2v), но большие диаметры металлов металлов второго и третьего ряда приводят к тому, что эти центры находятся слишком далеко друг от друга и получается координация выше 3-кратной симметрии (Cs).

### Адсорбция и реакции на металлооксидных поверхностях
Параллельно с работой посвященной металлическими поверхностями Норман вел успешную программу по исследованию видов поверхностей на основе оксидов металлов и их реакционной способности. Каталитическая изомеризация С4 алкенов на оксиде алюминия и алкинов на оксиде цинка изучалась при помощи инфракрасной спектроскопии. Рамановская спектроскопия была использована для понимания полимеризации этина на рутиле. Был проведен ряд инфракрасных исследований адсорбции двухатомных молекул на поверхностях из оксида железа.

### Ядерный магнитный резонанс
Норман Шеппард был одним из первых ученных, кто увидел потенциал метода ЯМР. Он стремился применить ЯМР к некоторым углеводородам, но возникла проблема. Их спектр оказывался достаточно сложным, и полный анализ обычно включал диагонализацию матрицы. Норман обратился к М. В. Уилксу (член Королевского общества, 1956), директору Кембриджской математической лаборатории с компьютером EDSAC II. В 1956 году компьютерные технологии ещё были на заре развития, но, Х.П.Ф. Суиннертон-Дайер (член Королевского общества, 1967) смог написать программы для диагонализации матриц практически любого размера. Поэтому Норман начал работать со своими учениками над исследованием широкого ряда молекул: дихлорпропенов, замещенных этанов, циклических эфиров, виниловых соединений, 13С-замещенного этана, этилена и ацетилена, перфторэтанов, и другими. Самой новаторской была работа по определению связи между двумя CH2-группами.
Одним из лучших изложений принципов ЯМР является книга двух студентов Нормана: Рут Линден-Белл и Робина Харриса.

## Преподавательская деятельность
Норман Шеппард читал лекции по спектроскопии в Тринити колледже. Студенты, прослушавшие курс его лекций, отмечали, что у Нормана Шеппарда был талант объяснять сложные вещи простым языком. Один из его студентов К. Банвелл в своей книге отдает дань уважения лекциям Шеппарда.
Так же ученики Нормана из UEA отмечают его выдающееся научное руководство:
Он был не только выдающимся ученым, который вдохновлял всех, кто работал на него, но также он проявлял большой личный интерес к нашей деятельности за пределами лаборатории и к нашей последующей карьере и разработкам

## Почести и награды
- 1967 — избран членом Королевского общества
- 1969—1973 — старший научный сотрудник SERC
- 1969—1989 — различные руководящие должности в Международном союзе чистой и прикладной химии (IUPAC)
- 1982 — премия Digilab
- 1984 — Премия Меггерса Общества прикладной спектроскопии (совместно с Дж. Эркеленсом)
- 1985—1987 — президент отделения Фарадея Королевского химического общества (Королевское химическое общество)
- 1991—1997 — Член Института Фрица Хабера Общества Макса Планка в Берлине
- 2006 — почётное членство в ИК и Рамановской дискуссионной группе
- Председатель дискуссионной группы по ЯМР
- Председатель группы реактивности поверхности и катализа (Королевское химическое общество)
- Председатель комитета IUPAC Королевского химического общества

## Семья
Норман Шеппард встретил свою жену Кэтлин (Кей) Маклин во время годовой стажировки в Америке. Они поженились сразу после возвращения в Кембридж. У Нормана и Кей было много общих интересов, включая природу и прогулки, либеральную политику и государственную службу, семейные (возможно, неизбежные в этом трансатлантическом альянсе) путешествия. Счастливый брак продлился до самой смерти Кей в 2005 году.
Сама Кей имела степень магистра в области биохимии в Университете Макгилла в Канаде, но, к сожалению, она не смогла продолжить свою научную карьеру в Англии. У них было четверо детей: Эрик, Хью, Элейн и Эндрю. У Хью были проблемы со здоровьем, он трагически погиб в подростковом возрасте.
Трое детей очень тепло вспоминают о Нормане как об отце. Они говорят о том, что он поощрял их в их выборе карьерного пути, не устанавливая ограничений.

## Последние годы жизни
После выхода на пенсию Норман занялся другими делами, такими как защита от вырубки всех видов деревьев на улицах Норвиджа. Он все ещё был очень обеспокоен тем, как идет поддержка науки в Англии, и много писал об этом. Он очень гордился развитием UEA и писал об истории как Школы химических наук, так и самого университета.
Его наибольшим интересом на пенсии была философия науки и вопрос науки/религии. В своих статьях Норман достаточно резко выступал против «постмодернистского» подхода к науке. Как экспериментатор, он обнаружил, что в подходе Поппера не учитывается роль случайности. По мнению Нормана, идеи Поланьи должны были быть гораздо более известными среди ученых. Он нашел идеи Поланьи более убедительными, чем идеи Куна и Поппера, которые на тот момент былии более популярными.
Норман был активным до 91 года, написав более 300 научных работ. Он умер в 93 года в кругу семьи.

## Коллеги о Нормане Шеппарде
Рут Линден-Белл (урожденная Траскотт; член Королевского общества, 2006) после смерти Нормана Шеппарда написала:
Он всегда был скромным человеком, и я не думаю, что мы поняли, насколько новаторской была его работа, даже спустя годы
Самозабвенная щедрость Нормана, особенно в распределении ресурсов, вспоминается Робином Харрисом и является основной темой, которая пронизывает все воспоминания его коллег.